# Macrosternodesmus palicola
Macrosternodesmus palicola ist eine wenig erforschte Art der zu den Doppelfüßern gehörenden Bandfüßer und von West- bis Mitteleuropa verbreitet.

## Merkmale
Mit 3–4 mm Körperlänge ist die Art der kleinste in Deutschland vorkommende Bandfüßer. Die Körperfarbe ist gelblichweiß, die Art besitzt typisch für Bandfüßer keine Augen. Der Zwergwuchs und die weißliche Körperfarbe sind Anpassungen an das Leben im Bodeninneren. M. palicola besitzt nur 19 Körperringe. Abgesehen von Brachydesmus superus besitzen alle anderen in Deutschland vorkommenden Bandfüßer im adulten Stadium 20 Körperringe. Die Seiten der Körperringe sind bei dieser Art mit wenig vorspringenden Kielen statt Seitenflügeln bedeckt. Die Körperringe weisen auf der Oberseite 3 Reihen von je 6 sehr kurzen Borsten auf.

### Ähnliche Arten
Von der sehr ähnlichen Art Ophiodesmus albonanus unterscheidet sich M. palicola durch die Anzahl der Körperringe (19 bei M. palicola, 20 bei O. albonanus), die Größe (3–4 mm bei M. palicola, 4–5 mm bei O. albonanus), die Beborstung (3 Reihen von je 10 langen Borsten bei O. albonanus) und die Größe der Seitenkiele/Seitenflügel (diese sind bei M. palicola markanter). B. superus besitzt zwar auch nur 19 Körperringe, ist jedoch bräunlich gefärbt und wird 7–10 mm lang. Die ebenfalls helle und im Bodeninneren lebende Art Propolydesmus germanicus besitzt 20 Körperringe und wird 7–8 mm lang. Eine Unterscheidung zwischen den Arten ist auch über die Gonopoden möglich.

## Verbreitung und Lebensraum
Die Art ist vor allem in West- bis Mitteleuropa verbreitet. Sie lebt hier auf Irland und Großbritannien, in Frankreich, Belgien, den Niederlanden, Deutschland, Ligurien und im Süden von Schweden und Norwegen. Auch in der Schweiz wurde die Art mittlerweile nachgewiesen. In Deutschland findet die Art ihre östliche Arealgrenze.
In Deutschland ist die Art verstreut bekannt aus Bayern, Baden-Württemberg, Rheinland-Pfalz, Hessen, Nordrhein-Westfalen, Thüringen und mit einzelnen Fundorten aus Niedersachsen, Brandenburg und Hamburg. Sie wird in Deutschland selten gefunden und kommt hier fast nur verschleppt anstatt natürlich vor, gilt aber als ungefährdet.
In Deutschland kommt die Art überwiegend synanthrop vor. Bekannt ist sie in Hamburg aus dem Stadtzentrum, in Brandenburg aus einem synanthropen Vorkommen, aus Nordrhein-Westfalen z. B. aus dem Stadtgebiet Bonn, in Hessen aus Laubwäldern und Feldern, in Thüringen aus Stadtgebieten und Gärten, in Rheinland-Pfalz aus Weinbergen und Wildparks und in Baden-Württemberg aus dem Randbereich von Auwäldern.

## Lebensweise
Aufgrund ihrer euedaphischen Lebensweise (im Bodeninneren) wird die Art nur selten gefunden. Funde der Art gelangen meist von April bis Mai.

## Taxonomie
Synonyme der Art lauten Macrosternodesmus palicolus Brölemann, 1908 und Titanosoma jurassicum Verhoeff, 1910. Die Art wird in der Literatur manchmal den Familien Paradoxomatidae (Falschschreibung von Paradoxosomatidae) oder Trichopolydesmidae zugeordnet. Nach aktuellem Wissensstand (2021) gehört die Art jedoch zur Familie Macrosternodesmidae. Die Familie Trichopolydesmidae gehört wie die Familie Macrosternodesmidae zur Überfamilie Trichopolydesmoidea innerhalb der Unterordnung Polydesmidea, während die Familie Paradoxosomatidae in die Unterordnung Strongylosomatidea eingeordnet wird. M. palicola ist die einzige bislang beschriebene Art ihrer Gattung. Die beiden am nächsten verwandten Gattungen in der gleichen Tribus Macrosternodesmini sind die Gattungen Ophiodesmus und Verhoeffodesmus.